# کاسولنووو
کاسولنووو (به ایتالیایی: Cassolnovo) یک کومونه در ایتالیا است که در استان پاویا واقع شده‌است.

## خصوصیات
کاسولنووو ۳۲٫۰ کیلومترمربع مساحت و ۶٬۲۰۳ نفر جمعیت دارد.